# Diokles (Mathematiker)
Diokles (* um 240 v. Chr. in Carystus, Euboea; † um 180 v. Chr.) war ein antiker griechischer Mathematiker. Er erfand um 200 v. Chr. zur Lösung des Problems der Würfelverdoppelung die Zissoide. In einer weiteren Schrift beschäftigte er sich mit Brennspiegeln.